# Ceux du Nord-Ouest
Ceux du Nord-Ouest (NW) est un roman de l'écrivaine britannique Zadie Smith, paru en 2012.

## Résumé
Le récit, composé de cinq parties, s'attache à une douzaine de personnages des quartiers (périphériques) du Nord-Ouest (NW, Caldwell entre autres) de Londres, très multiculturel, dans les années 2005-2010. Les personnages  principaux, nés dans les années 1970-1975, ont pris des chemins mal assurés, dérives et dérades. Comment devenir adulte ?

## Accueil
Selon l'hebdomadaire français Marianne, « Zadie Smith fait preuve d'une rare maestria dans le maniement du «stream of conciousness», ce procédé littéraire consistant à se couler dans le processus de pensée de ses personnages ».
Le magazine Télérama relève que l'« héroïne de Ceux du Nord-Ouest a la nostalgie du corps asexué de son enfance, quand elle n’avait pas encore à choisir entre ressembler à une fille ou un garçon ».

## Adaptation cinématographique
Le livre a été adapté à la télévision (BBC) en 2016 par Saul Dibb.